# Soranley Tomsjansen
Soranley Sely Emilio Tomsjansen (nacido el 21 de mayo de 1984) es un futbolista internacional de Curazao y juega como defensa; su actual equipo es el CSD Barber de la primera división del Fútbol de las Antillas Neerlandesas.

## Trayectoria
- S.V. Hubentut Fortuna  2010-2015

- CSD Barber  2015-presente